# 음력 7월 23일
음력 7월 23일은 음력 7월의 23번째 날이다.

## 사건
- 1999년 - 조선민주주의인민공화국, 서해 북방한계선(NLL)을 무효라 주장하며 새로운 해상 군사분계선 일방 확정

## 문화
- 2010년 -
  - 대한민국 경상북도 울진군에 한하여 지상파 아날로그 TV 방송 종료
  - MBC 문화방송 경기인천지사 개국

## 탄생
- 1949년 - 대한민국의 정치인 박주선.

## 같이 보기
- 음력 360일: 1월 2월 3월 4월 5월 6월 7월 8월 9월 10월 11월 12월
- 전날:7월 22일 다음날:7월 24일 - 전달:6월 23일 다음달:8월 23일
- 양력:7월 23일
- 음력, 윤달